# تشينونيريم ماكلينز
تشينويريم ماكلينز (من مواليد 1 أكتوبر 1999) هي لاعبة كرة قدم نيجيرية محترفة تلعب مع نادي الشباب في الدوري السعودي للسيدات والمنتخب النيجيري.

## المسيرة الكروية
في صيف عام 2020، غادرت فريق بايلسا كوينز للانضمام إلى بطل الدوري البيلاروسي 11 مرة، بوبريتشانكا بوبرويسك.
في 30 نوفمبر 2020، أعلن نادي ستوميلانكي أولشتين عن التعاقد مع ماكلينز. في أغسطس 2021، انتقلت إلى فريق جورنيك Łęczna البولندي.
بعد موسم واحد في الدوري البولندي الممتاز، غادرت جورنيك للانضمام إلى أندية في دوريات أكثر تنافسية.

### لوكوموتيف موسكو، 2022–2024
في صيف عام 2022، انضمت إلى بطل بطولة كرة القدم للسيدات في روسيا نادي لوكوموتيف موسكو. وفي الجولات الأربع الأولى من البطولة، كان لها تأثير كبير، حيث سجلت خمسة أهداف، وصوت لها كأفضل لاعبة في شهر مارس من قبل الجماهير. وفي المباراة التالية، اختيرت كأفضل لاعبة في المباراة، واستمرت في تقديم أداء رائع.
في أغسطس 2024، أنهت فترة عملها لمدة عامين مع النادي الروسي.

### الشباب، 2024 حتى الآن
في 1 أكتوبر 2024، أعلن نادي الشباب السعودي للسيدات عن التعاقد مع المهاجم.

## المسيرة الدولية
في يونيو 2022، تلقت ماكلينز أول استدعاء لها للانضمام إلى منتخب نيجيريا لكرة القدم للسيدات لكأس الأمم الأفريقية للسيدات 2022.  في 7 يوليو 2022، ظهرت لأول مرة مع الفريق، حيث دخلت كبديلة لإيفيوما أونومونو في الدقيقة 83.
في 3 يوليو 2024، إدرجت ماكلينز في قائمة نيجيريا في دورة الألعاب الأولمبية الصيفية 2024.

## روابط خارجية
- تشينونيريم ماكلينز  على سكروي
- تشينونيريم ماكلينز على الأرشيف الرياضي العالمي

- تشينونيريم ماكلينز في اللجنة الأولمبية الدولية
- Chinonyerem Macleans at FBref.com
- Chinonyerem Macleans at Sofascore
- تشينونيريم ماكلينز في موقع كرة القدم العالمية.نت
- Chinonyerem Macleans at Soccerdonna